# U+F8FF
Das Unicode-Zeichen U+F8FF () ist der letzte Codepoint innerhalb des Blocks Private Use Area. Das Symbol ist nicht einheitlich definiert, trotzdem wird es von vielen Schriftarten bzw. Systemen verwendet. Was das Symbol darstellt, hängt deswegen größtenteils davon ab, mit welcher Schriftart das Symbol dargestellt wird.

## Verwendung
Unter macOS besitzen viele der von Apple mitgelieferten Fonts das Apple-Logo . Allerdings ist das Apple-Symbol auch bei Schriftarten sichtbar, die das Symbol nicht beinhalten, da unter Mac OS X – gemäß Unicode – nicht vorhandene Zeichen in einer Schriftart automatisch aus anderen Schriften extrahiert und zur Laufzeit bei der Wiedergabe des jeweiligen Textes implementiert werden. Mac OS X greift hier vornehmlich auf die systeminternen DFonts zurück, eine Mac-OS-X-spezifischen Variante des TrueType-Formates. In diesem Fall wird das Apple-Zeichen aus der Systemschrift „Lucida Grande“ bzw. „Helvetica Neue“ genutzt.
Durch Konvertierung einer Schriftart, die das Unicode-Zeichen enthält, ist die Anzeige auch unter anderen Betriebssystemen realisierbar. So ist es möglich, die entsprechende Schriftart mittels Dritthersteller-Programmen wie etwa Crossfont oder dfontifier auch unter Windows zu nutzen.
- Der Shortcut unter Mac OS X lautet ⌥, ⇧ und +.
- Manche Imitari-Zeichensätze verwenden es für das altenglische Symbol Ð (Eth).